# Айрапетян, Левон Сосович
Лево́н Со́сович Айрапетя́н (арм. Լևոն Սոսի Հայրապետյան; 17 апреля 1989, Ереван, Армянская ССР, СССР) — армянский футболист, защитник. Выступал за сборную Армении.

## Карьера

### Клубная
Воспитанник немецкой школы футбола. Играл в любительском «Брамефельдере 1945» и юношеском составе «Гамбурга». В составе дубля «Гамбурга II» провёл 7 игр, четыре матча также сыграл в составе «Пюника». В январе 2011 года подписал полугодовой контракт с польской «Лехией», за который впоследствии провёл 38 матчей. В июле 2013 года подписал контракт с польским клубом «Видзев» из города Лодзь. В 2014 году подписал контракт с чешским футбольным клубом Пршимбрам, провёл за него всего 2 матча. Затем вернулся в «Пюник», проведя там 25 матчей, и забив 1 гол. В 2016 году переходит в иранский Пайкан, проводит там 20 матчей. В 2017 году вновь возвращается в «Пюник», там он сыграл 6 матчей. В 2018 году перешёл в «Алашкерт».

### В сборной
Играл в юношеской и молодёжной сборных. 9 февраля 2011 года дебютировал в составе сборной Армении в игре с грузинами. Ещё два матча провёл в составе армян против российской команды.

## Достижения
«Пюник»
- Чемпион Армении (1): 2010, 2014/15
- Обладатель Кубка Армении (1): 2010, 2014/15

«Алашкерт»
- Обладатель Кубка Армении (1): 2018/19

## Личная жизнь
Отец Левона — советский хоккеист на траве Сос Айрапетян. Обладатель множества отечественных, европейских и мировых наград по хоккею на траве.